# Bërxullë
Bërxullë là một đô thị trong quận Tirana thuộc hạt Tirana, Albania. Dân số năm 2005 là 6806 người.